# Medvjeđi sljez
Medvjeđi sljez (lat. Malvaviscus), biljni rod iz porodice sljezovki. Pripadaju mu 11 priznatih vrsta. Ovaj rod čest je u Meksiku, a raširen je kroz Srednju Ameriku do Perua i Brazila.

## Vrste
1. Malvaviscus achanioides (Turcz.) Fryxell
2. Malvaviscus arboreus Dill. ex Cav.
3. Malvaviscus concinnus Kunth
4. Malvaviscus elegans Linden & Planch.
5. Malvaviscus lanceolatus Rose
6. Malvaviscus oaxacanus Standl.
7. Malvaviscus palmanus Pittier & Donn.Sm.
8. Malvaviscus palmatus Ulbr.
9. Malvaviscus penduliflorus Moc. & Sessé ex DC.
10. Malvaviscus urticifolius (C.Presl) Fryxell
11. Malvaviscus williamsii Ulbr.